# Lijst van gemeentelijke monumenten in Maastricht, Amby
De buurt Amby in de wijk Maastricht-Oost in Maastricht heeft 162 panden/objecten die als gemeentelijke monumenten zijn beschreven in 55 regels (monumentnummers). Zie hieronder een overzicht.
| Object                                                                                         | Bouwjaar                                           | Architect                                       | Locatie | Coördinaten                   | Nr.       | Afbeelding                                                                                     |
| ---------------------------------------------------------------------------------------------- | -------------------------------------------------- | ----------------------------------------------- | --- | ----------------------------- | --------- | ---------------------------------------------------------------------------------------------- |
| Kapel 'Het kruis' (reconstructie van een afgebroken kapel)                                     | 1984                                               |                                                 | Hoek Ambyerstraat-Noord en Westrand | 50° 52' 11" NB, 5° 43' 58" OL | 0935/130  | Meer afbeeldingen                                                                              |
| Kerk H. Walburga inclusief ommuring en graven                                                  |                                                    | C. Weber                                        | Ambyerstraat-Noord 1 | 50° 51' 43" NB, 5° 43' 54" OL | 0935/103  | Meer afbeeldingen                                                                              |
| Christusbeeld en houten schrijn met Maria en kind                                              |                                                    |                                                 | Maribelpad / Perzikpad | 50° 51' 39" NB, 5° 44' 5" OL  | 0935/178  | Meer afbeeldingen                                                                              |
| Hoeve                                                                                          | eind 19e eeuw                                      |                                                 | Ambyerstraat-Noord 4 | 50° 51' 43" NB, 5° 43' 57" OL | 0935/117  | Hoeve                                                                                          |
| Woonhuis in traditionalistische bouwstijl                                                      | circa 1900                                         |                                                 | Ambyerstraat-Noord 6 | 50° 51' 43" NB, 5° 43' 57" OL | 0935/118  | Woonhuis in traditionalistische bouwstijl                                                      |
| Woonhuis in traditioneel-ambachtelijke stijl                                                   | circa 1912                                         |                                                 | Ambyerstraat-Noord 8 | 50° 51' 43" NB, 5° 43' 57" OL | 0935/119  | Woonhuis in traditioneel-ambachtelijke stijl                                                   |
| Voormalige carréhoeve                                                                          | 18e eeuw                                           |                                                 | Ambyerstraat-Noord 74 | 50° 51' 53" NB, 5° 43' 59" OL | 0935/122  | Voormalige carréhoeve                                                                          |
| Schuur op achterterrein hoevecomplex                                                           | eind 19e eeuw                                      |                                                 | Ambyerstraat-Noord 108 (achter) | 50° 51' 59" NB, 5° 43' 59" OL | 0935/125  | Schuur op achterterrein hoevecomplex                                                           |
| Woonhuis in sober traditionalistische stijl                                                    | 1e kwart van de 20e eeuw                           |                                                 | Ambyerstraat-Noord 112 | 50° 51' 60" NB, 5° 43' 60" OL | 0935/126  | Woonhuis in sober traditionalistische stijl                                                    |
| Voormalige boerderij met voormalige stroopfabriek                                              | eind 19e eeuw                                      |                                                 | Ambyerstraat-Noord 194, a b c | 50° 52' 17" NB, 5° 44' 3" OL  | 0935/146  | Voormalige boerderij met voormalige stroopfabriek                                              |
| Laan naar Gravenhof                                                                            | 18e eeuw                                           |                                                 | Ambyerstraat-Zuid | 50° 52' 15" NB, 5° 43' 59" OL | 0935/167  | Laan naar Gravenhof                                                                            |
| Mariakapel                                                                                     | circa 1876                                         |                                                 | Ambyerstraat-Zuid bij Heukelstraat | 50° 51' 29" NB, 5° 43' 52" OL | 0935/156  | Meer afbeeldingen                                                                              |
| Twee-onder-een-kapwoning in traditionalistische stijl                                          | circa 1927                                         |                                                 | Ambyerstraat-Zuid 72-74 | 50° 51' 24" NB, 5° 43' 53" OL | 0935/171  | Twee-onder-een-kapwoning in traditionalistische stijl                                          |
| Huize Ravecamp                                                                                 | 1905 (villa), 3e kwart 19e eeuw (schuur)           |                                                 | Ambyerstraat-Zuid 79 | 50° 51' 21" NB, 5° 43' 48" OL | 0935/161  | Huize Ravecamp                                                                                 |
| Voormalig parochiehuis, later schoolgebouw, in eclectische stijl                               | 1902                                               |                                                 | Ambyerstraat-Zuid 90 | 50° 51' 31" NB, 5° 43' 54" OL | 0935/174  | Voormalig parochiehuis, later schoolgebouw, in eclectische stijl                               |
| Hoeve Klein-Geusselt                                                                           | 1863 (met oudere delen)                            |                                                 | Ambyerstraat-Zuid 112-114 | 50° 51' 35" NB, 5° 43' 53" OL | 0935/151  | Hoeve Klein-Geusselt                                                                           |
| Hoekpand met vakwerkschuur)                                                                    | mogelijk 17e eeuw (kern, vakwerkschuur) / 19e eeuw |                                                 | Ambyerstraat-Zuid 154 | 50° 51' 42" NB, 5° 43' 56" OL | 0935/147  | Hoekpand met vakwerkschuur)                                                                    |
| Tuin met waterpartij rondom Gravenhof                                                          | circa 1830                                         |                                                 | Ambyerstraat-Zuid 155 | 50° 51' 36" NB, 5° 43' 40" OL | 0935/152  | Upload foto                                                                                    |
| Park bij landgoed Withuishof en carréhoeve Bergerstraat 2 hoek Molenweg                        |                                                    |                                                 | Bergerstraat bij 2 | 50° 51' 11" NB, 5° 44' 10" OL | 0935/280  | Park bij landgoed Withuishof en carréhoeve Bergerstraat 2 hoek Molenweg                        |
| Twee ommuringen bij landgoed carréhoeve Bergerstraat 2                                         |                                                    |                                                 | Bergerstraat bij 2 | 50° 51' 10" NB, 5° 44' 13" OL | 0935/279  | Upload foto                                                                                    |
| Hagen                                                                                          |                                                    |                                                 | Hagenstraat | 50° 52' 6" NB, 5° 44' 6" OL   | 0935/148  | Hagen                                                                                          |
| Hekpijlers met smeedijzeren hekwerk                                                            |                                                    |                                                 | Hagenstraat | 50° 52' 6" NB, 5° 44' 8" OL   | 0935/149  | Hekpijlers met smeedijzeren hekwerk                                                            |
| Huisweide van herenhoeve Hagenhof                                                              |                                                    |                                                 | Hagenstraat 16-18 | 50° 52' 6" NB, 5° 44' 7" OL   | 0935/145  | Upload foto                                                                                    |
| Lange blinde muur ten oosten van de herenhoeve Hagenhof, die de huisweide aan het oog onttrekt | 17e eeuw                                           |                                                 | Hagenstraat 16-18, ommuring | 50° 52' 6" NB, 5° 44' 10" OL  | 0935/144  | Lange blinde muur ten oosten van de herenhoeve Hagenhof, die de huisweide aan het oog onttrekt |
| Twee woonhuizen                                                                                |                                                    |                                                 | Longinastraat 80-82 | 50° 51' 42" NB, 5° 44' 7" OL  | 0935/106  | Twee woonhuizen                                                                                |
| Hoeve gebouwd traditionalistische stijl                                                        | laatste kwart 19e eeuw                             |                                                 | Longinastraat 86 | 50° 51' 42" NB, 5° 44' 6" OL  | 0935/108  | Hoeve gebouwd traditionalistische stijl                                                        |
| Woonhuis; onderdeel van rij van acht panden (sociale woningbouw)                               | circa 1920                                         |                                                 | Longinastraat 90 | 50° 51' 42" NB, 5° 44' 5" OL  | 0935/109  | Woonhuis; onderdeel van rij van acht panden (sociale woningbouw)                               |
| Woonhuis; onderdeel van rij van acht panden (sociale woningbouw)                               | circa 1920                                         |                                                 | Longinastraat 92 | 50° 51' 42" NB, 5° 44' 5" OL  | 0935/110  | Woonhuis; onderdeel van rij van acht panden (sociale woningbouw)                               |
| Woonhuis; onderdeel van rij van acht panden (sociale woningbouw)                               | circa 1920                                         |                                                 | Longinastraat 94 | 50° 51' 42" NB, 5° 44' 4" OL  | 0935/111  | Woonhuis; onderdeel van rij van acht panden (sociale woningbouw)                               |
| Woonuis; onderdeel van rij van acht panden (sociale woningbouw)                                | circa 1920                                         |                                                 | Longinastraat 96 | 50° 51' 42" NB, 5° 44' 4" OL  | 0935/112  | Woonuis; onderdeel van rij van acht panden (sociale woningbouw)                                |
| Woonhuis; onderdeel van rij van acht panden (sociale woningbouw)                               | circa 1920                                         |                                                 | Longinastraat 98 | 50° 51' 42" NB, 5° 44' 4" OL  | 0935/113  | Woonhuis; onderdeel van rij van acht panden (sociale woningbouw)                               |
| Woonhuis; onderdeel van rij van acht panden (sociale woningbouw)                               | circa 1920                                         |                                                 | Longinastraat 100 | 50° 51' 42" NB, 5° 44' 3" OL  | 0935/114  | Woonhuis; onderdeel van rij van acht panden (sociale woningbouw)                               |
| Woonhuis; onderdeel van rij van acht panden (sociale woningbouw)                               | circa 1920                                         |                                                 | Longinastraat 102 | 50° 51' 42" NB, 5° 44' 3" OL  | 0935/115  | Woonhuis; onderdeel van rij van acht panden (sociale woningbouw)                               |
| Woonhuis; onderdeel van rij van acht panden (sociale woningbouw)                               | circa 1920                                         |                                                 | Longinastraat 104 | 50° 51' 42" NB, 5° 44' 3" OL  | 0935/116  | Woonhuis; onderdeel van rij van acht panden (sociale woningbouw)                               |
| Woonhuis; onderdeel van rij van vijf                                                           | 1956                                               | Frans Dingemans                                 | Longinastraat 91 | 50° 51' 41" NB, 5° 44' 5" OL  | 0935/134  | Woonhuis; onderdeel van rij van vijf                                                           |
| Woonhuis; onderdeel van rij van vijf                                                           | 1956                                               | Frans Dingemans                                 | Longinastraat 95 | 50° 51' 41" NB, 5° 44' 4" OL  | 0935/135  | Woonhuis; onderdeel van rij van vijf                                                           |
| Woonhuis; onderdeel van rij van vijf                                                           | 1956                                               | Frans Dingemans                                 | Longinastraat 97 | 50° 51' 41" NB, 5° 44' 4" OL  | 0935/136  | Woonhuis; onderdeel van rij van vijf                                                           |
| Woonhuis; onderdeel van rij van vijf                                                           | 1956                                               | Frans Dingemans                                 | Longinastraat 101 | 50° 51' 41" NB, 5° 44' 3" OL  | 0935/137  | Woonhuis; onderdeel van rij van vijf                                                           |
| Woonhuis; onderdeel van rij van vijf                                                           | 1956                                               | Frans Dingemans                                 | Longinastraat 103 | 50° 51' 41" NB, 5° 44' 3" OL  | 0935/176  | Woonhuis; onderdeel van rij van vijf                                                           |
| Hoeve met herenhuis                                                                            | XXA                                                |                                                 | Longinastraat 119 |                               | 0935/140  | Hoeve met herenhuis                                                                            |
| Voormalige vakwerkschuur                                                                       | 1650-1700                                          |                                                 | Longinastraat 133 | 50° 51' 41" NB, 5° 43' 59" OL | 0935/150  | Voormalige vakwerkschuur                                                                       |
| Huisweide; Withuisveld                                                                         | vóór 19e eeuw                                      |                                                 | Molenweg, terrein ten noorden van de Withuishof | 50° 51' 17" NB, 5° 44' 13" OL | 0935/170  | Huisweide; Withuisveld                                                                         |
| Huisweide en boomgaard Amby Zuid-Oost                                                          |                                                    |                                                 | Schovenlaan en Perzikpad | 50° 51' 37" NB, 5° 44' 4" OL  | 0935/180  | Huisweide en boomgaard Amby Zuid-Oost                                                          |
| Twee voormalige dienstwoningen van Huis Severen                                                | circa 1900                                         |                                                 | Severenstraat 6 | 50° 51' 42" NB, 5° 43' 39" OL | 0935/128  | Twee voormalige dienstwoningen van Huis Severen                                                |
| Plein Huis Severen                                                                             | 1879                                               |                                                 | Severenstraat 200 | 50° 51' 46" NB, 5° 43' 36" OL | 0935/165  | Plein Huis Severen                                                                             |
| Twee toegangsbruggen bij Huis Severen                                                          | 1879                                               |                                                 | Severenstraat 200 | 50° 51' 46" NB, 5° 43' 35" OL | 0935/164  | Twee toegangsbruggen bij Huis Severen                                                          |
| Lourdesgrot, horende bij Huis Severen                                                          | 1927                                               |                                                 | Severenstraat bij 200 | 50° 51' 50" NB, 5° 43' 32" OL | 0935/158  | Meer afbeeldingen                                                                              |
| Piedestal                                                                                      | circa 1750                                         |                                                 | Severenstraat bij 200 | 50° 51' 46" NB, 5° 43' 33" OL | 0935/157  | Piedestal                                                                                      |
| Begraafplaats van Zusters van Barmhartigheid                                                   | 20e eeuw                                           |                                                 | Severenstraat bij 200 | 50° 51' 56" NB, 5° 43' 36" OL | 0935/159  | Meer afbeeldingen                                                                              |
| Kasteelpark horende bij Huis Severen                                                           | eind 19e eeuw                                      |                                                 | Severenstraat bij 200 | 50° 51' 53" NB, 5° 43' 34" OL | 0935/162  | Kasteelpark horende bij Huis Severen                                                           |
| Cementrustieke brug                                                                            | laat 19e eeuw                                      |                                                 | Severenstraat bij 200 | 50° 51' 44" NB, 5° 43' 35" OL | 0935/3566 | Cementrustieke brug                                                                            |
| Woonwijk Amby Westrand; 103 woningen                                                           | circa 1954-1960                                    | F. Dingemans, W.J. Sandhövel en L.A. van Strien | Westrand 13-26, 27-28; Severenplein 1-4, 5-18, 38-41; Van Slijpestraat 4-36, 13-51, 53-55, Cramer van Brienenstraat 7-17, Hélène Schoenmaeckersstraat 1-21, 2-20 | 50° 51' 47" NB, 5° 43' 47" OL | 0935/6    | Woonwijk Amby Westrand; 103 woningen                                                           |
| Twee huisweiden van hoeve Severen                                                              |                                                    |                                                 | Westrand bij 23a | 50° 51' 47" NB, 5° 43' 41" OL | 0935/102  | Twee huisweiden van hoeve Severen                                                              |
| Natuurstenen hekpijlers nabij hoeve Severen                                                    |                                                    |                                                 | Westrand bij 23a | 50° 51' 51" NB, 5° 43' 38" OL | 0935/163  | Natuurstenen hekpijlers nabij hoeve Severen                                                    |
| Woonhuis                                                                                       | circa 1955                                         | Gerard Snelder                                  | Westrand 29 | 50° 51' 51" NB, 5° 43' 42" OL | 0935/2    | Woonhuis                                                                                       |